# Volby do Poslanecké sněmovny Parlamentu České republiky 1996
Volby do Poslanecké sněmovny Parlamentu České republiky 1996 se uskutečnily v pátek 31. května 1996 od 14:00 do 22:00 a sobotu 1. června 1996 od 8:00 do 14:00. O 200 míst v Poslanecké sněmovně se ucházelo 16 stran a hnutí, dalších 5 se zaregistrovalo, ale nezaplatilo kauci a tedy jim nebyly vytištěny volební lístky.
Ve volbách zvítězila ODS pod vedením Václava Klause, která poté sestavila menšinovou vládu společně s KDU-ČSL a ODA. Výsledky voleb byly překvapivé, neboť se obecně očekávalo, že dosavadní vládní koalice vedená premiérem Václavem Klausem ve volbách získá většinu.
Hlasování se zúčastnilo 76,41 % oprávněných voličů, z nichž 99,39 % (6 059 215) hlasovalo platně.

## Výsledky

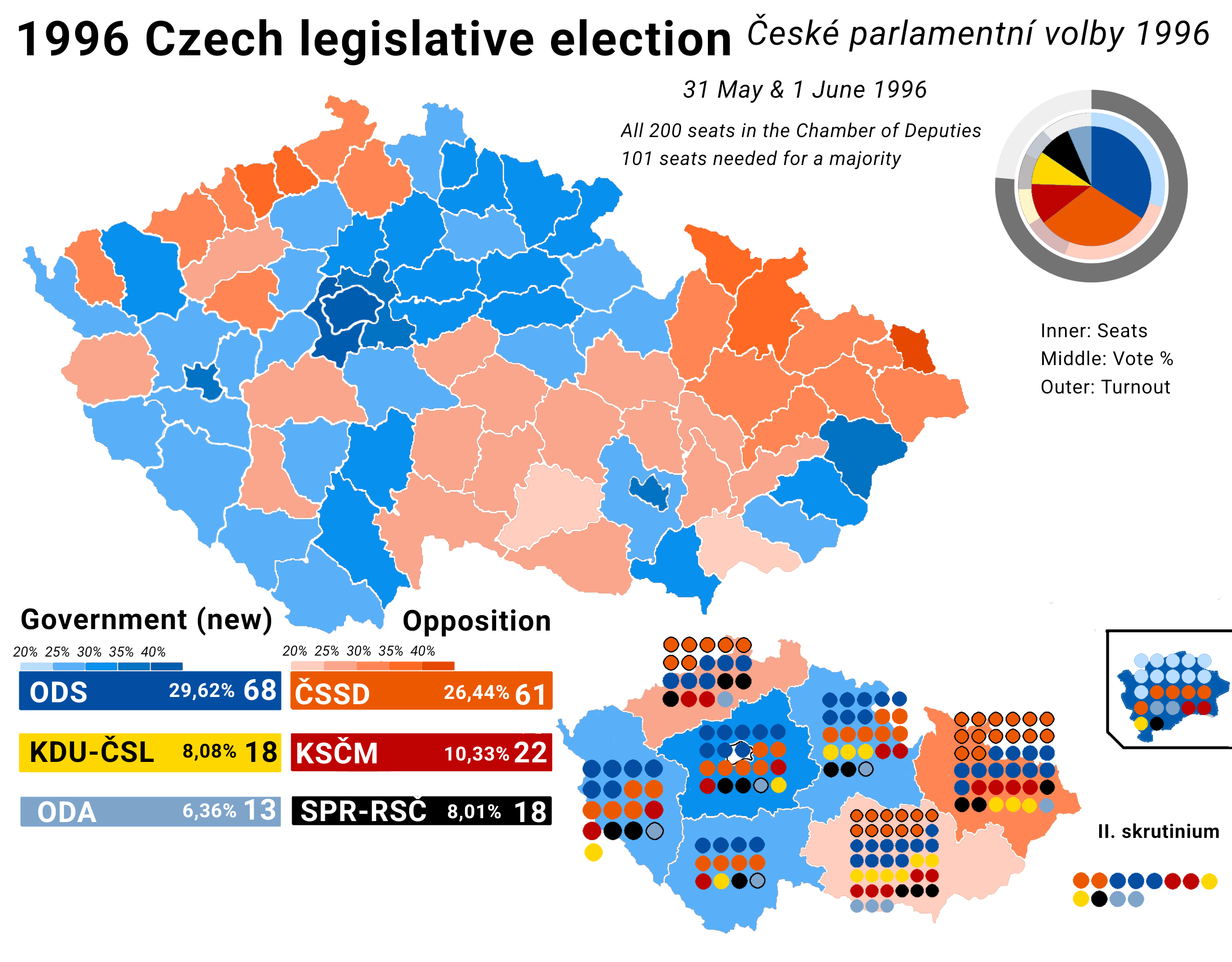
Podrobné výsledky voleb
ODS
ČSSD

|                        | ODS                      | ČSSD        | KSČM                        | KDU-ČSL     | SPR-RSČ         | ODA         |
| ---------------------- | ------------------------ | ----------- | --------------------------- | ----------- | --------------- | ----------- |
| Volební lídr           | Václav Klaus             | Miloš Zeman | Miroslav Grebeníček         | Josef Lux   | Miroslav Sládek | Jan Kalvoda |
| Hlasů                  | 1 794 560                | 1 602 250   | 626 136                     | 489 349     | 485 072         | 385 369     |
| Procent                | 29,62 % ▼                | 26,44 % ▲   | 10,33 % ▼                   | 8,08 % ▲    | 8,01 % ▲        | 6,36 % ▲    |
| Mandátů                | 68                       | 61          | 22                          | 18          | 18              | 13          |
| Předchozí volby (1992) | 29,73 % (76) spolu s KDS | 6,53 % (16) | 14,05 % (35) jako Levý blok | 6,28 % (15) | 5,98 % (14)     | 5,93 % (14) |

### Celkové výsledky
|         |                                                                  |           |       |         |
| Subjekt | Subjekt                                                          | Hlasy     | Hlasy | Mandáty |
| Subjekt | Subjekt                                                          | Počet     | %     | Počet   |
|         | Občanská demokratická strana                                     | 1 794 560 | 29,62 | 68      |
|         | Česká strana sociálně demokratická                               | 1 602 250 | 26,44 | 61      |
|         | Komunistická strana Čech a Moravy                                | 626 136   | 10,33 | 22      |
|         | Křesťanská a demokratická unie – Československá strana lidová    | 489 349   | 8,08  | 18      |
|         | Sdružení pro republiku – Republikánská strana Československa     | 485 072   | 8,01  | 18      |
|         | Občanská demokratická aliance                                    | 385 369   | 6,36  | 13      |
|         | Důchodci za životní jistoty                                      | 187 455   | 3,09  | 0       |
|         | Demokratická unie                                                | 169 796   | 2,80  | 0       |
|         | Svobodní demokraté – Liberální strana národně sociální           | 124 165   | 2,05  | 0       |
|         | Levý blok                                                        | 85 122    | 1,40  | 0       |
|         | Nezávislí                                                        | 30 125    | 0,50  | 0       |
|         | Českomoravská unie středu                                        | 27 490    | 0,45  | 0       |
|         | Hnutí Samosprávné Moravy a Slezska – Moravské Národní Sjednocení | 25 198    | 0,42  | 0       |
|         | Moravská národní strana – Hnutí slezskomoravského sjednocení     | 16 580    | 0,27  | 0       |
|         | Strana demokratické levice                                       | 7 740     | 0,13  | 0       |
|         | Česká pravice                                                    | 2 808     | 0,05  | 0       |
| Celkem  | Celkem                                                           | 6 059 215 | 100   | 200     |

#### Mapy výsledků
Mapy výsledků šesti subjektů, které se dostaly do nové sněmovny.

ODS
ČSSD
KSČM
KDU-ČSL
SPR-RSČ
ODA

## Kandidující subjekty
Do Poslanecké sněmovny kandidovaly tyto subjekty, podle abecedy:
| Název                                                            | Logo | Lídr                | Foto | Poznámka |
| ---------------------------------------------------------------- | ---- | ------------------- | ---- | -------- |
| Česká pravice                                                    |      | Michal Simkanič     |      |          |
| Česká strana sociálně demokratická                               |      | Miloš Zeman         |      |          |
| Českomoravská unie středu                                        |      | Jan Jegla           |      |          |
| Demokratická unie                                                |      | Ratibor Majzlík     |      |          |
| Důchodci za životní jistoty                                      |      | Josef Koníček       |      |          |
| Hnutí Samosprávné Moravy a Slezska – Moravské Národní Sjednocení |      | Ladislav Král       |      |          |
| Komunistická strana Čech a Moravy                                |      | Miroslav Grebeníček |      |          |
| Křesťanská a demokratická unie – Československá strana lidová    |      | Josef Lux           |      |          |
| Levý blok                                                        |      | Jaroslav Ortman     |      |          |
| Moravská národní strana – Hnutí slezskomoravského sjednocení     |      | Ivan Dřímal         |      |          |
| Nezávislí                                                        |      | František Zwyrtek   |      |          |
| Občanská demokratická aliance                                    |      | Jan Kalvoda         |      |          |
| Občanská demokratická strana                                     |      | Václav Klaus        |      |          |
| Sdružení pro republiku – Republikánská strana Československa     |      | Miroslav Sládek     |      |          |
| Svobodní demokraté – Liberální strana národně sociální           |      | Jiří Dienstbier     |      |          |